# Tanzio da Varallo

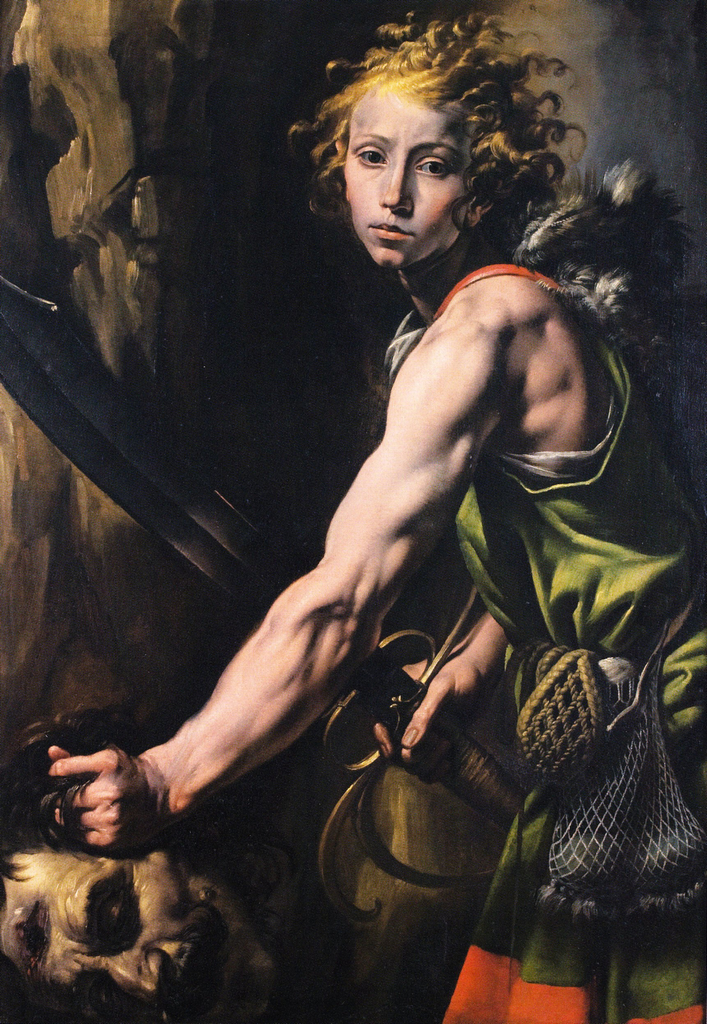
El Tanzio, David y Goliath, 1625, Pinacoteca cívica, Varallo.

Antonio d'Enrico, conocido como Tanzio da Varallo, o simplemente El Tanzio (Alagna, Valsesia 1575 – Varallo, 1633), fue un pintor italiano del Manerismo tardío y comienzos del Barroco. Su padre fue el escultor Giovanni d'Enrico. El nombre Tanzio deriva de un patronímico, d’Anz («hijo de Anz»). El nombre Giovanni se dice Anz en walser, el dialecto alemán hablado en Alagna. 
Recibió la influencia espiritual de Carlos Borromeo y la intelectual de Giovanni Testori. Trabajó principalmente en Lombardía y Piamonte, especialmente, desde 1586, en el Sacro Monte, en Varallo Sesia, donde también había trabajado su padre y donde laboró simultáneamente con il Morazzone. Pintó además, entre otras obras, La Circuncisión en Fara San Martino, y La Virgen con los Santos en Pescocostanzo. 
Algunas de sus pinturas reflejan la influencia del estilo tenebrista y los temas mórbidos característicos de los seguidores de Caravaggio y de muchos pintores lombardos, como su impactante David y Goliat (1620). Su animada y cruda Batalla de Senaquerib (1627-1628) pintada para la basílica de San Gaudencio y actualmente exhibida en el Museo Cívico de Novara, recoge la influencia de su obra en el Sacro Monte, abundante en escenografías y dioramas.